# Comitato nazionale armeno d'America
Il Comitato nazionale armeno d'America (ANCA), è la più grande e più influente organizzazione armeno-americana. È costituita da una rete di uffici presenti su tutto il suolo statunitense ed opera in coordinamento con le organizzazioni affiliate in tutto il mondo. L'ANCA si occupa delle preoccupazioni della comunità armena negli USA.
I principali uffici sono situati a Washington, Boston e Los Angeles; inoltre l'ANCA ha a sua disposizione oltre cinquanta uffici locali e migliaia di attivisti, che cooperano con una grande rete di comitati regionali armeni nazionali (detti Hay Tad Uffici) in Armenia, Russia, Francia, Medio Oriente, Canada e Australia. 
Il direttore esecutivo è Aram Hamparian.